# Безсилі світу цього
«Безсилі світу цього» (рос. Бессильные мира сего, іноді «БесСильные мира сего») — другий і останній сольний роман Бориса Стругацького, виданий під псевдонімом С. Вітицький. Вперше опубліковано в журналі «Полудень. XXI століття» (№ 1, 2003) і відразу ж вийшов окремим виданням. Включений у 12-й (додатковий) том повного зібрання творів А. і Б. Стругацьких, виданого в Донецьку видавництвом «Сталкер». Цей же том перевиданий в серії «Світи братів Стругацьких». Станом на 2009 р. роман витримав десять видань російською мовою. Переведений польською (Bezsilni tego swiata, Е. Скорська, 2005), болгарською (Безсілніте на Този свят, М. Стоєв, 2006), німецькою (Die Ohnmächtigen, Е. Сімон, 2009) та естонською (Selle ilma väetid, М. Лііметс, 2006) мовами.
На думку С. Бондаренко, це «найважчий роман з усього, написаного Стругацькими», породжений розчаруванням від нездійснених надій, як в економічному розвитку країни, так і функціонуванні літературного семінару Бориса Стругацького і розвитку фантастичної літератури.
У середовищі шанувальників і дослідників позначається абревіатурою БМС (від оригінальної російської назви).

## Основні персонажі
Персонажів роману можна розбити на три групи, в основному відповідних сюжетних лініях книги.
Перша група пов'язана з таємничими експериментами (мабуть, з досягнення фізичного безсмертя), котрі проводили в сталінську епоху:
- Аґре Стен Аркадійович[2], він же сенсей, він же «Синуля». Колись — пацієнт секретної лабораторії, випробуваний на безсмертя. Під час дії роману продовжує «жити вічно» (уповільнене старіння). Має здатність бачити в дітях зачатки талантів, властивих даній особі, і здатністю виявити ці таланти і навчити ними користуватися.
- Колошин Олексій Матвійович — він же Олексій Добрий, великий цілитель, він же Льошка-Калошка. Піддослідний секретної лабораторії, де знаходився разом з Аґре. Після експериментів отримав здатність зцілення, в тому числі безнадійних хворих. Довгожительством не володіє, напівпаралізований.
- Страхагент, він же Лахезіс — головлікар лабораторії, де проводилися експерименти над людьми, батько Аґре[3]. Під час дії роману — власник хоспісу, де міститься неосудна дружина Аґре. Образ явно відсилає до Аґасфера Лукича з роману «Обтяжені злом, або Сорок років по тому».

Друга група персонажів — люди, виявлені сенсеєм, розвиток яких він направляв і контролював. В основному, підтримують стосунки між собою:
- Христофоров Вадим Данилович, він же Резалтінґ Форс. Головний талант — бачити «волю народу» як складову мільйонів волей і здатність направляти її за своїм розумінням. Талантом не користується. У житті працює зоряним астрономом.
- Костомаров Юрій Георгійович, він же Поліграф. Талант — визначати в 100 % випадків брехню, висловлену людиною. Працює в приватному розшукному агентстві живим детектором брехні.
- Пачулін Роберт Валентинович, він же Вінчестер , він же Боб, Роббі, Робін. Володіє абсолютною пам'яттю, працює особистим секретарем сенсея. Переважно виконує обов'язки няньки і кухарки. Мабуть, працює на неназвану спецслужбу, повідомляючи про життя і оточення сенсея.
- Тенґіз, він же Псіхократ. Здатний гіпнотично керувати людиною, чим користується у своїй діяльності (лікує наркоманів і алкоголіків). Став крайнім мізантропом. Захоплюється філуменією і колекціонує живопис.
  - Ольга — кохана Тенґіза: єдина людина, на яку його дар не поширюється. Вкрай негативно ставиться до всієї компанії учнів Аґре, вони платять їй повною взаємністю.
- Белюнін Андрій Юрійович, він же Страхоборець. Має здатність інстинктивно вибирати правильну, найдоцільнішу життєву ситуацію, в силу чого позбавлений страху.
- Богдан, він же  Благоносець . Здатний призвести людину до здорового стану душі і тіла. У житті талантом практично не користується. Головний бухгалтер фірми з виробництва льодяників «Матушка Медоуз».
  - Вова — підопічний Богдана, що страждає синдромом Дауна. Абсолютний діагност, працює в парі з Богданом.
- Вул Матвій Аронович, він же Велмат (Великий Математик). Великий від природи математик, що проміняв наукову кар'єру на вічне дисидентство.
- Костя, він же Вельзевул, Володар Мух тощо. Головний талант — вміння керувати будь-якими тваринами. Особливу пристрасть виявляє до комах. В житті — глава фірми з винищення побутових паразитів: від щурів до підвальних комарів.
- Маріша, вона ж Мати. Єдина дівчинка, з якою колись займався сенсей. Під час дії роману — ідеальна мати і вихователька дошкільнят.

Епізодично з'являються:
- Злісна дівчисько — потенційний великий диктатор, яку Страхагент намагається зробити ученицею Аґре.
- Хлопчик, син Аятоли — майбутній великий вчитель, може бути, рятівник Росії і світу. Виявлений сенсеєм.

Інші персонажі примикають до цього кола, але з різних причин майже або зовсім з ними не спілкуються:
- Тетяна Олегівна, дружина Аґре, колись — Прекрасна Дама кола його учнів. Під час дії роману — повністю неосудна алкоголічка, що втримується в хоспісі.
- Григорій Петелін, він же Ядозуб, він же «Олгой-хорхой». Здатний вбивати силою своєї ненависті. Живе, здаючи квартиру якимось азійським сектантам, для душі займається архівної роботою.
- Сергій Вагель, він же «Ель-де-през», він же Щербатий. Ідеальний охоронець — відчуває небезпеку. Особистий охоронець Аятоли. Під час дії роману — тимчасовий глава служби безпеки Інтелігента — одного з кандидатів на пост губернатора.
- Хусаїнов Хан Автандилович, він же Аятола. У минулому — учень Аґре, про що інші його клієнти навіть не здогадуються. Головний талант — здатність впливу на психіку людини пост-фактум без видимих слідів цього впливу. Крупний кримінальний авторитет, одночасно має дуже високий легальний громадський статус.
  - Ераст Боніфатійович — виконавець делікатних доручень Аятоли, вихователь його сина. Очолив «наїзд» на Резалтінґ-Форс, знайшовши його на Кавказі під час експедиції.

## Сюжет
Роман має лінійно-паралельний сюжет, що складається з трьох основних ліній. Композиція роману мозаїчна, при цьому навмисно перемішані імена і прізвиська персонажів. Всі події роману укладаються в один тиждень грудня (від другого понеділка до третього) умовного «нашого» часу, і тільки в першому розділі події розгортаються у вересні того ж року.

### Основні сюжетні лінії
Головна (за обсягом) сюжетна лінія пов'язана зі здатністю Вадима (Резалтінґ Форсу) змінювати переваги народних мас. На прохання сенсея Аятола робить на нього «наїзд» під час астрокліматичної експедиції на Кавказі з вимогою змінити результати голосування щодо майбутнього губернатора. Під тортурами Вадим погоджується і, повернувшись в Санкт-Петербург, розповідає про це друзям, які починають діяти: Тенґіз намагається вийти на Аятолу через його підлеглих, Страхоборець збирає інформацію про фобії Аятоли, Вельзевул напускає на Аятолу комах тощо. Сенсей оголошує, що допомагати відмовляється. Зрештою Вадиму вдається переломити ситуацію, і на виборах вибирають не Генерала, а Інтелігента. Однак Інтелігента спонтанно вбиває Ядозуб, який хотів виплеснути ненависть на кого завгодно.
Друга сюжетна лінія пов'язана з сенсеєм, якого Страхагент намагається переконати почати працювати зі Злісним Дівчиськом. Страхагент вважає, що тільки великий диктатор може врятувати світ, сенсей, навпаки, що диктатор здатний остаточно занапастити все. Страхагент шантажує сенсея здоров'ям його дружини, обіцяючи в разі згоди вилікувати її. Сенсей покладає свої надії на розвиненого не за роками сина Аятоли, який здатний стати в майбутньому Великим Вчителем. Щоб хоч щось протиставити Страхагенту, сенсей звертається до великого цілителя Олексія Доброго, колись вони разом були піддослідним матеріалом в лабораторії. Олексію вдається підняти дружину Аґре на ноги, і вона тут же вмирає. Сенсей наказує Вінчестеру негайно записати сина Аятоли на прийом, невпинно повторюючи: «Абсолютно немає часу…»
Третя лінія — неявна. Вона присвячена інтересу спецслужб до здібностям сенсея. Агентом є Вінчестер — особистий секретар Аґре. Події попередніх ліній знаходять відображення в записках, які веде Вінчестер для свого начальства. Керівник спецслужби згадується тільки один раз — про нього нагадує батько одного з дітей, приведених до Аґре. Ймовірно, служби більше цікавляться не Аґре, а долею тих, хто пережив експеримент, але це надається домислювати читачеві.

### Структура роману
Роман складається з одинадцяти глав і шести «ліричних відступів» (після глав 1, 2, 3, 5, 6, 10). Кожна глава має два заголовка, перший повідомляє про час, що відбувається, другий — або повідомляє про головного персонажа глави, або є назвою глави.
Роман рясніє вставками як усного, так і письмового характеру. У текст включено: щоденник Резалтінґ Форсу (фактично, це щоденник Бориса Натанович 1960 року), записки Вінчестера про сенсея, уривки з інтерв'ю і статей сенсея, архівні листи, які розбирає Ядозуб (історія Громадянської війни 1917—1922 р. в особистих листах її учасників-обивателів), різноманітні усні розповіді, анекдоти, рекламні слогани.

Роман надзвичайно насичений цитатами. За висловом В. Курильського:
«В БМС використання чужого доходить буквально до епатажу, перевантаження позамежне, річ, ідея просто тоне в цьому чужому. А може бути епатаж — задум автора? І ці дратівливі рекламні слогани, нескінченний дзен і самураї, що мріють про смерть, так повинні дратувати? І це роздратування повинно стати якоюсь сходинкою в розумінні речі?»Оригінальний текст (рос.)
В БМС использование чужого доходит буквально до эпатажа, перегруз запределен, вещь, идея просто тонет в этом чужом. А может быть эпатаж — замысел автора? И эти раздражающие рекламные слоганы, бесконечный дзен и мечтающие о смерти самураи и должны раздражать? И это раздражение должно стать некой ступенькой в понимании вещи?— (рос.) Неизвестные Стругацкие. От «Града обреченного» до «Бессильных мира сего»: черновики, рукописи, варианты. Донецк, 2008. С. 328

### Ліричні відступи
Як правило, містять деяку пояснювальну інформацію до минулого або характерів героїв глави, після якої надані. Фактично є самостійні завершені твори малої форми.
- Ліричний відступ № 1 містить розповідь про батька напарника Резалтінґ Форсу з гірської експедиції.
- Ліричний відступ № 2 присвячено зустрічі батька одного з клієнтів Поліграфа зі Сталіним.
- Ліричний відступ № 3 розкриває будні експериментальної лабораторії в формі бесіди Головлікаря (майбутнього Страхагента) з якимсь Великим Начальником, що страждає метеоризмом.
- Ліричний відступ № 4 — розповідь про Зле Дівчисько і перший прихід Страхагента.
- Ліричний відступ № 5 — розповідь про смерть батька Ядозуба після того, як він дізнався про низькі устремління сина і спробував його провчити. Тільки звідси стає зрозумілим, чому Ядозуб самотній і вважає за краще взагалі не спілкуватися з людьми.
- Ліричний відступ № 6 — записки Вінчестера щодо долі дружини сенсея.

## Нагороди
2004 рік
- Премія «Інтерпрескон» в номінації «Крупна форма».
- Премія «Російська фантастика».
- Премія «Сигма-Ф» на Шостому московському форумі фантастики в номінації «Крупна форма, романи»
- Премія «Велика філігрань» «Ярмарки на Тульської».

2009 рік
- Перша премія Балткона-09 за переклад Еріка Симона німецькою мовою (Die Ohnmächtigen)